# Folkdräkter från Södermanland

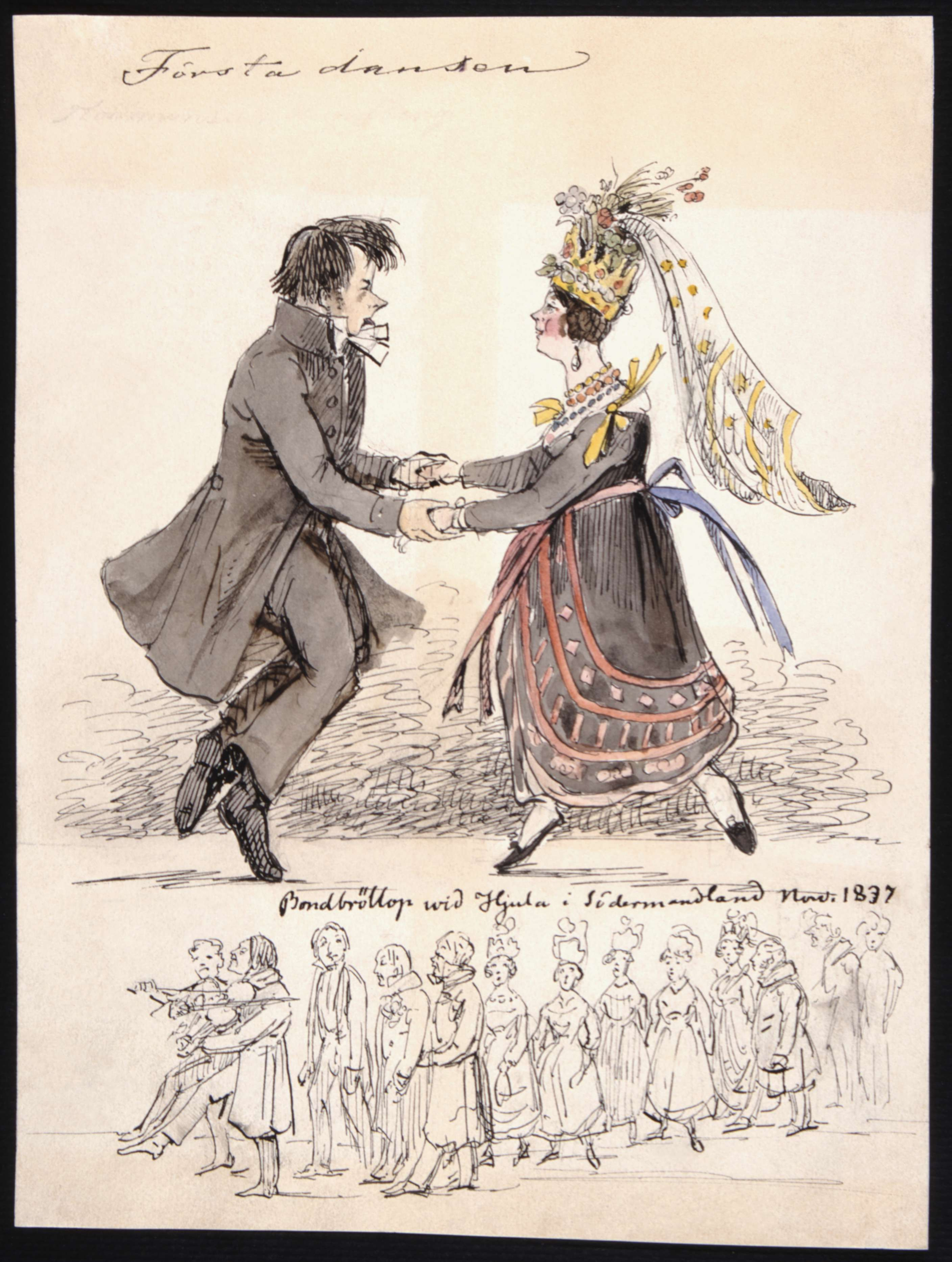
Första dansen. Bondbröllop vid Hjula i Södermanland nov. 1837. Akvarell av Fritz von Dardel, 1837 - Nordiska museet - NMA.0037691

Det här är en förteckning över folkdräkter från Södermanland. Södermanland har 42 dräkter, 36 kvinnodräkter och 6 mandräkter.
I tabellen nedan ses en förteckning över de 44 södermanländska folkdräkterna. I tabellen ses var dräkten kommer ifrån, om det är en kvinno- eller mansdräkt, om den är dokumenterad, rekonstruerad eller komponerad, när den återupptogs i bruk, om det finns varianter samt ytterplagg. Tabellen bygger på Ulla Centergrans inventering av folkdräkter i Sverige 1988–1993, som publicerades i bokform av Nämnden för hemslöjdsfrågor och LRF:s kulturråd 1993. Syftet var att underlätta för den som ville skaffa sig en egen dräkt att lättare få en överblick över de som fanns.
Då landskaps- och länsgränser inte sammanfaller anges län i tabellen.

### Ny undersökning 2022-2024
Under 2022-2024 arbetade Södermanlands hembygdsförbund och Hemslöjdsföreningen Sörmland med stöd av Sörmlands museum i ett projekt med att undersöka vilka lokala dräkter som finns i Sörmlands län. Denna lista kompletteras därför med ytterligare 15 dräkter för kvinnor och 8 dräkter för män. 
| Län               | Dräkt                                        | Kön    | Ursprung      | Återupptogs         | Finns varianter | Ytterplagg    | Källa       |
| Stockholms län    | Botkyrka                                     | Kvinna | Komponerad    | 1945                |                 |               | [ 1 ]       |
| Stockholms län    | Botkyrka                                     | Man    | Komponerad    | 1945                |                 |               | [ 1 ]       |
| Stockholms län    | Brännkyrka                                   | Kvinna | Komponerad    | 1945                |                 |               | [ 1 ]       |
| Stockholms län    | Enhörna                                      | Kvinna | Komponerad    | 1979                |                 |               | [ 1 ]       |
| Stockholms län    | Grödinge                                     | Kvinna | Komponerad    | 1930                |                 |               | [ 1 ]       |
| Stockholms län    | Grödinge                                     | Man    | Komponerad    | 1984                |                 |               | [ 1 ]       |
| Stockholms län    | Haninge                                      | Kvinna | Komponerad    | 1980                |                 |               | [ 1 ]       |
| Stockholms län    | Haninge                                      | Man    | Komponerad    | 1983                |                 |               | [ 1 ]       |
| Stockholms län    | Huddinge                                     | Kvinna | Komponerad    | 1944                |                 |               | [ 1 ]       |
| Stockholms län    | Hölö                                         | Kvinna | Komponerad    | 1982                |                 |               | [ 1 ]       |
| Stockholms län    | Mörkö                                        | Kvinna | Komponerad    | 1930                |                 |               | [ 1 ]       |
| Stockholms län    | Nacka                                        | Kvinna | Komponerad    | 1950                |                 |               | [ 1 ]       |
| Stockholms län    | Salem                                        | Kvinna | Komponerad    | 1982                |                 |               | [ 1 ]       |
| Stockholms län    | Sorunda                                      | Kvinna | Dokumenterad  | 1910-talet          | Ja              | Tröja, kappa  | [ 1 ]       |
| Stockholms län    | Sorunda                                      | Man    | Dokumenterad  | 1920-talet          | Ja              | Tröja, rock   | [ 1 ]       |
| Stockholms län    | Ösmo                                         | Kvinna | Komponerad    | 1938                |                 |               | [ 1 ]       |
| Stockholms län    | Över Järna                                   | Kvinna | Komponerad    | 1937                |                 |               | [ 1 ]       |
| Stockholms län    | Stockholmsklänning från ca 1850 (hela länet) | Kvinna | Dokumenterad  | 1988                |                 |               | [ 1 ]       |
| Södermanlands län | Björkvik                                     | Kvinna | Komponerad    | 1980-talet          |                 |               | [ 1 ] [ 2 ] |
| Södermanlands län | Björkvik                                     | Man    | Komponerad    | 1980-talet          |                 |               | [ 2 ]       |
| Södermanlands län | Björnlunda                                   | Kvinna | Komponerad    | 1979                |                 |               | [ 1 ] [ 2 ] |
| Södermanlands län | Björnlunda                                   | Man    | Komponerad    | 1979                |                 |               | [ 2 ]       |
| Södermanlands län | Blacksta                                     | Kvinna | Rekonstruerad | 1905                |                 |               | [ 1 ] [ 2 ] |
| Södermanlands län | Brunsta                                      | Kvinna | Komponerad    | 1955                |                 |               | [ 1 ] [ 2 ] |
| Södermanlands län | Flen                                         | Kvinna | Komponerad    | 1951                |                 |               | [ 1 ] [ 2 ] |
| Södermanlands län | Floda                                        | Kvinna | Komponerad    | 1907                | Ja              |               | [ 1 ] [ 2 ] |
| Södermanlands län | Floda                                        | Man    | Komponerad    | 1981                |                 |               | [ 2 ]       |
| Södermanlands län | Fogdö                                        | Kvinna | Komponerad    | 1988                |                 |               | [ 1 ]       |
| Södermanlands län | Frustuna                                     | Kvinna | Komponerad    | 1986                |                 |               | [ 2 ]       |
| Södermanlands län | Gnesta                                       | Kvinna | Komponerad    | 1985                |                 |               | [ 2 ]       |
| Södermanlands län | Gripsholm                                    | Kvinna | Komponerad    |                     |                 |               | [ 1 ] [ 2 ] |
| Södermanlands län | Gåsinge-Dillnäs                              | Kvinna | Komponerad    | 1950-talet          |                 |               | [ 1 ] [ 2 ] |
| Södermanlands län | Hälleforsnäs                                 | Kvinna | Komponerad    | 1996                |                 |               | [ 2 ]       |
| Södermanlands län | Julita                                       | Kvinna | Komponerad    | 1939                |                 |               | [ 1 ] [ 2 ] |
| Södermanlands län | Jäder                                        | Kvinna | Komponerad    | 1954                |                 |               | [ 1 ] [ 2 ] |
| Södermanlands län | Jäder-Rekarne                                | Kvinna | Komponerad    | 1954                |                 |               | [ 1 ]       |
| Södermanlands län | Lerbo                                        | Kvinna | Komponerad    | 1990-tal            |                 |               | [ 2 ]       |
| Södermanlands län | Ludgo-Spelvik                                | Kvinna | Komponerad    | 1986                |                 |               | [ 2 ]       |
| Södermanlands län | Länna                                        | Kvinna | Komponerad    | 1997                |                 |               | [ 2 ]       |
| Södermanlands län | Länna                                        | Man    | Komponerad    | 1999                |                 |               | [ 2 ]       |
| Södermanlands län | Mellösa                                      | Kvinna | Komponerad    | 1990-tal            |                 |               | [ 2 ]       |
| Södermanlands län | Mälardalen                                   | Kvinna | Komponerad    | 1957                |                 |               | [ 1 ]       |
| Södermanlands län | Näshulta                                     | Kvinna | Komponerad    | 1990-talet          |                 |               | [ 1 ] [ 2 ] |
| Södermanlands län | Oxelösund                                    | Kvinna | Komponerad    | 2000                |                 |               | [ 2 ]       |
| Södermanlands län | Rekarne                                      | Kvinna | Komponerad    | 1937                |                 |               | [ 1 ] [ 2 ] |
| Södermanlands län | Sköldinge                                    | Kvinna | Komponerad    | 1986                |                 |               | [ 2 ]       |
| Södermanlands län | Stenkvista (Ärla)                            | Kvinna | Komponerad    | 1989                |                 |               | [ 2 ]       |
| Södermanlands län | Stenkvista (Ärla)                            | Man    | Komponerad    | 1989                |                 |               | [ 2 ]       |
| Södermanlands län | Strängnäs                                    | Kvinna | Komponerad    | 1976                |                 |               | [ 1 ] [ 2 ] |
| Södermanlands län | Svärta                                       | Kvinna | Komponerad    | 1986                |                 |               | [ 2 ]       |
| Södermanlands län | Svärta                                       | Man    | Komponerad    | 1986                |                 |               | [ 2 ]       |
| Södermanlands län | Torshälla                                    | Kvinna | Komponerad    | 2017                |                 |               | [ 2 ]       |
| Södermanlands län | Torshälla                                    | Man    | Komponerad    | 2017                |                 |               | [ 2 ]       |
| Södermanlands län | Tova                                         | Kvinna | Komponerad    | 1951                |                 |               | [ 2 ]       |
| Södermanlands län | Trosa-Vagnhärad                              | Kvinna | Komponerad    | 1937                |                 |               | [ 1 ] [ 2 ] |
| Södermanlands län | Tunaberg                                     | Kvinna | Komponerad    | 1996                |                 |               | [ 2 ]       |
| Södermanlands län | Tunaberg                                     | Man    | Komponerad    | 1996                |                 |               | [ 2 ]       |
| Södermanlands län | Tystberga                                    | Kvinna | Komponerad    | 1950-talet          |                 |               | [ 1 ] [ 2 ] |
| Södermanlands län | Villåttinge                                  | Kvinna | Komponerad    | 1950                |                 |               | [ 1 ] [ 2 ] |
| Södermanlands län | Västra Vingåker                              | Kvinna | Dokumenterad  | 1880-talet          | Ja              | Tröjor, kappa | [ 1 ]       |
| Södermanlands län | Västra Vingåker                              | Man    | Dokumenterad  | 1900 (sekelskiftet) | Ja              | Tröjor, kappa | [ 1 ]       |
| Södermanlands län | Åkerö                                        | Kvinna | Komponerad    | 1952                |                 |               | [ 1 ] [ 2 ] |
| Södermanlands län | Öja                                          | Kvinna | Komponerad    | 1951                |                 |               | [ 2 ]       |
| Södermanlands län | Österåker                                    | Kvinna | Dokumenterad  | 1880-talet          | Ja              | Tröjor, kappa | [ 1 ]       |
| Södermanlands län | Österåker                                    | Man    | Dokumenterad  | 1900 (sekelskiftet) | Ja              | Tröjor, rock  | [ 1 ]       |